# 塞凯伊地

经塞凯伊民族委员会投票选出的塞凯伊地旗帜

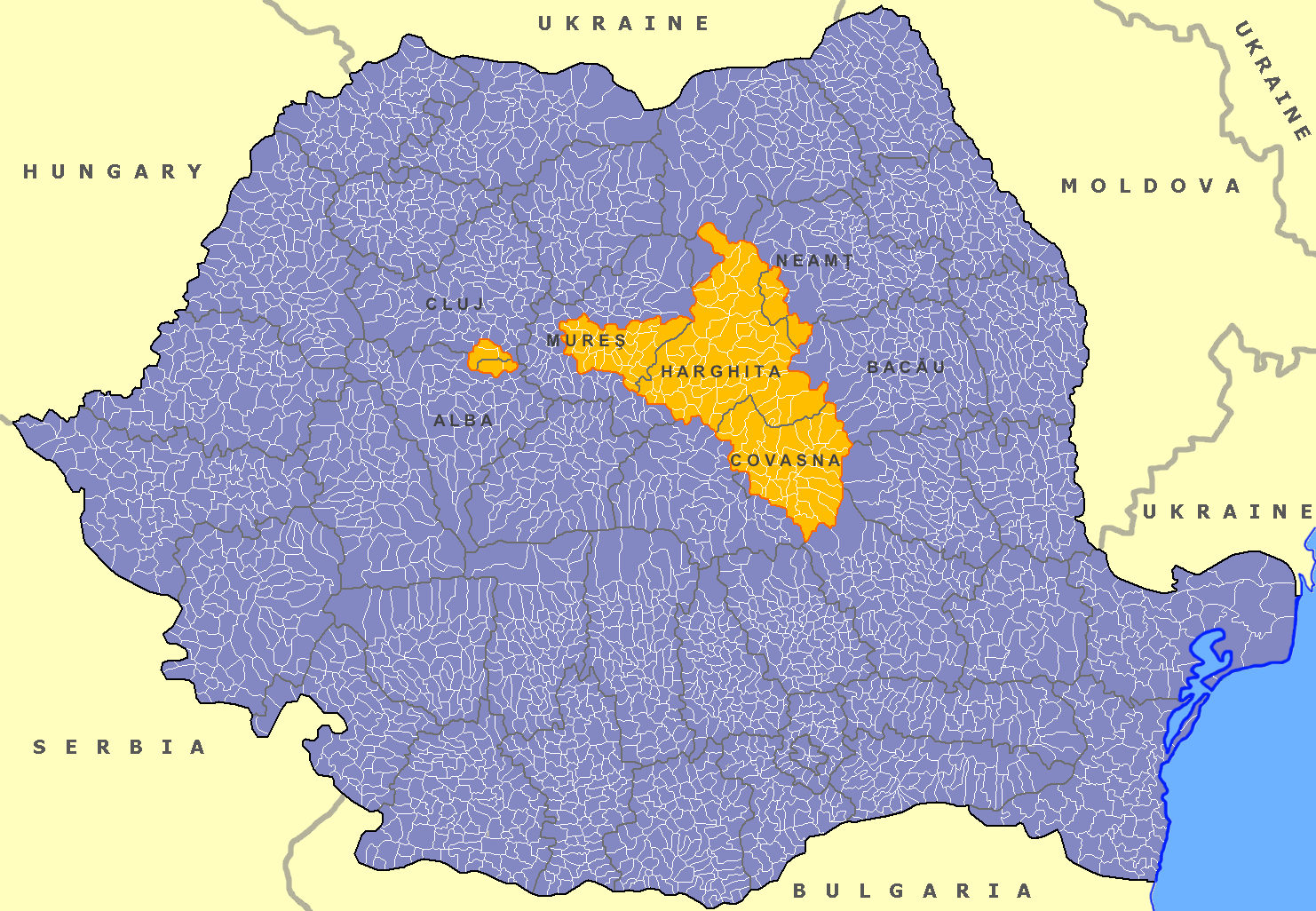
在如今罗马尼亚地图上的历史上的塞凯伊自治领土

塞凯伊地（匈牙利語：Székelyföld，匈牙利語發音：[ˈseːkɛjføld]；羅馬尼亞語：（又称Secuimea））是罗马尼亚的一个历史和民族地区，主要居民为匈牙利人。它的文化中心是特尔古穆列什，也是该地区最大的定居点。
塞凯伊人是匈牙利人的一个分支，生活在喀尔巴阡山脉东段的山谷和丘陵中，与今天罗马尼亚的哈尔吉塔县和科瓦斯纳县以及穆列什县部分地区相对应。
最初，塞凯伊地的名称表示特兰西瓦尼亚境内的一些塞凯伊人自治领土。自治区有自己的管理制度，从中世纪到1870年代一直作为法律实体存在。1876年，塞凯伊人和萨克森人自治区的特权被废除，自治区被县取代。
根据1920年的特里亚农条约，塞凯伊地随着特兰西瓦尼亚和匈牙利东部领土一起成为罗马尼亚的一部分。1940年8月，在纳粹德国的主持下进行了第二次维也纳裁定，北特兰西瓦尼亚，包括塞凯伊地被割让给匈牙利。1944年，北特兰西瓦尼亚被苏联和罗马尼亚军队控制，第二次世界大战结束后的1947年签署的《巴黎和平条约》将此地确认为罗马尼亚的一部分。1952年至1968年，在马扎尔自治区的治下，塞凯伊人享有一定的自治权。